# Гиппиус, Александр Иванович
Александр Иванович Гиппиус (9 октября 1855 — около 1918) — военнослужащий Русской императорской армии, генерал-лейтенант (1912), военный губернатор Ферганской области (1911—1916).

## Биография
2 сентября 1874 года вступил в военную службу, а после окончания Михайловского артиллерийского училища был выпущен в 34-ю пол. пеш. артиллерийскую бригаду.
По первому разряду окончил Михайловскую военную артиллерийскую академию и трёхлетние курсы восточных языков при Министерстве иностранных дел в Санкт-Петербурге.
С 25 сентября 1886 по 10 апреля 1900 года служил в гражданских чинах титулярного советника и с 1890 года коллежского асессора вице-консулом в городе Ризе.
Высочайшим приказом от 10 апреля 1900 года был переименован из титулярных советников в полковники со старшинством с 13 апреля 1897 года. С этого времени состоял в распоряжении начальников Главного штаба генералов В. В. Сахарова, П. А. Фролова и А. А. Поливанова.
С 15 апреля 1906 года был старшим штаб-офицером для особых поручений при Туркестанском генерал-губернаторе генерал-лейтенанте Д. И. Субботиче, а с 7 ноября 1906 по 26 января 1907 года — помощником военного губернатора Самаркандской области генерал-майора С. Д. Гескета.
С 26 января 1907 года служил помощником военного губернатора Ферганской области генерал-лейтенанта В. Н. Сусанина, а с 8 марта 1911 года заменил его в должности военного губернатора.
В июле 1916 года, на фоне начавшихся (после объявления указа о мобилизации туземного населения в тыловые части войск) волнений и прямых вспышек насилия, призывал население добровольно предоставить требуемое количество рабочих, причём не останавливался перед публичным чтением Корана, надев при этом чалму. Такое поведение вызвало неодобрение исправляющего должность генерал-губернатора генерал-лейтенанта М. Р. Ерофеева, а позже и назначенного с 22 июля 1916 года генерал-губернатором Туркестана генерала А. Н. Куропаткина. Гиппиус был отозван от должности из-за «неправильного толкования Высочайшего указа» (о порядке призыва туземных рабочих) и переведён в резерв чинов при штабе Кавказского военного округа.
25 февраля 1917 года был уволен от службы по домашним обстоятельствам, после чего проживал в Петрограде (Литейный проспект дом 24, кв 31).
Кроме русского, владел немецким, турецким, персидским и арабским языками.
Дата и место кончины не установлены.

## Награды
- Орден Святого Станислава 3-й степени (1891)
- Орден Святой Анны 3-й степени (1895)
- Орден Святого Станислава 2-й степени (1899)
- Орден Святой Анны 2-й степени (1903)
- Орден Святого Владимира 3-й степени (1909)
- Орден Святого Станислава 1-й степени (1913)
- Орден Святой Анны 1-й степени (08.10.1915)

## Чины
- подпоручик (старшинство с 22.05.1877)
- поручик (старшинство с 18.12.1878)
- штабс-капитан (старшинство с 27.03.1882)
- переименован в поручика гвардии (старшинство с 27.03.1882)
- переименован в полковники (произведён 10.04.1900, старшинство с 13.04.1897)
- генерал-майор (произведён 1906; старшинство с 06.12.1906; «за отличие»)
- генерал-лейтенант (производство и старшинство с 06.12.1912; «за отличие»)

## Семья
- Дядя (брат отца) — Дмитрий Гиппиус (1812—1893) московский юрист и переводчик.
- Жена — Нина Николаевна (13.10.1864 — ?), дочь военного инженера Николая Зубова (1834—1902).
  - Дочь — Ксения, была второй женой архитектора Георгия Михайловича Сваричевского; их сын — советский архитектор Н. Г. Сваричевский
  - Дочь — Марина